# Museo Comarcal Velezano Miguel Guirao
El Museo Comarcal Velezano Miguel Guirao es un museo situado en el municipio de Vélez-Rubio, en la provincia de Almería, España. 
El museo fue creado por el ayuntamiento de Vélez-Rubio a partir de una iniciativa de Miguel Guirao Pérez y su familia, que el 22 de noviembre de 1991 formalizan la donación al ayuntamiento de la colección arqueológica, paleontológica y etnológica, iniciada en los años 50 por el profesor Miguel Guirao Gea y continuada por su familia, con el compromiso del ayuntamiento de crear un centro para su exposición pública. El día 5 de diciembre de 1991 el ayuntamiento reunido en sesión plenaria aprueba por unanimidad la creación del museo. Para su gestión se crea la Fundación Cultural Velezana Guirao Piñeyro.
Los fondos del museo se componen de una colección de varios miles de piezas procedentes de diversos yacimientos arqueológicos del sudeste peninsular y principalmente de la comarca de los Vélez y otros materiales de procedencia diversa como las piezas líticas del Sahara y numerosos objetos de interés etnológico. Los fondos proceden en su mayor parte de la donación de la Colección Guirao, excavaciones arqueológicas y de otras donaciones de particulares.
La colección, que se presenta ordenada cronológicamente, explica la evolución de las especies, el medio físico, la prehistoria, las colonizaciones y el mundo Ibérico, la Hispania romana y musulmana y el período medieval: musulmán y cristiano. Se completa con una muestra de etnografía velezana.
La sede del museo se encuentra en un edificio del siglo XVIII, el antiguo Hospital Real, rehabilitado por el ayuntamiento de Vélez-Rubio para sede del museo.

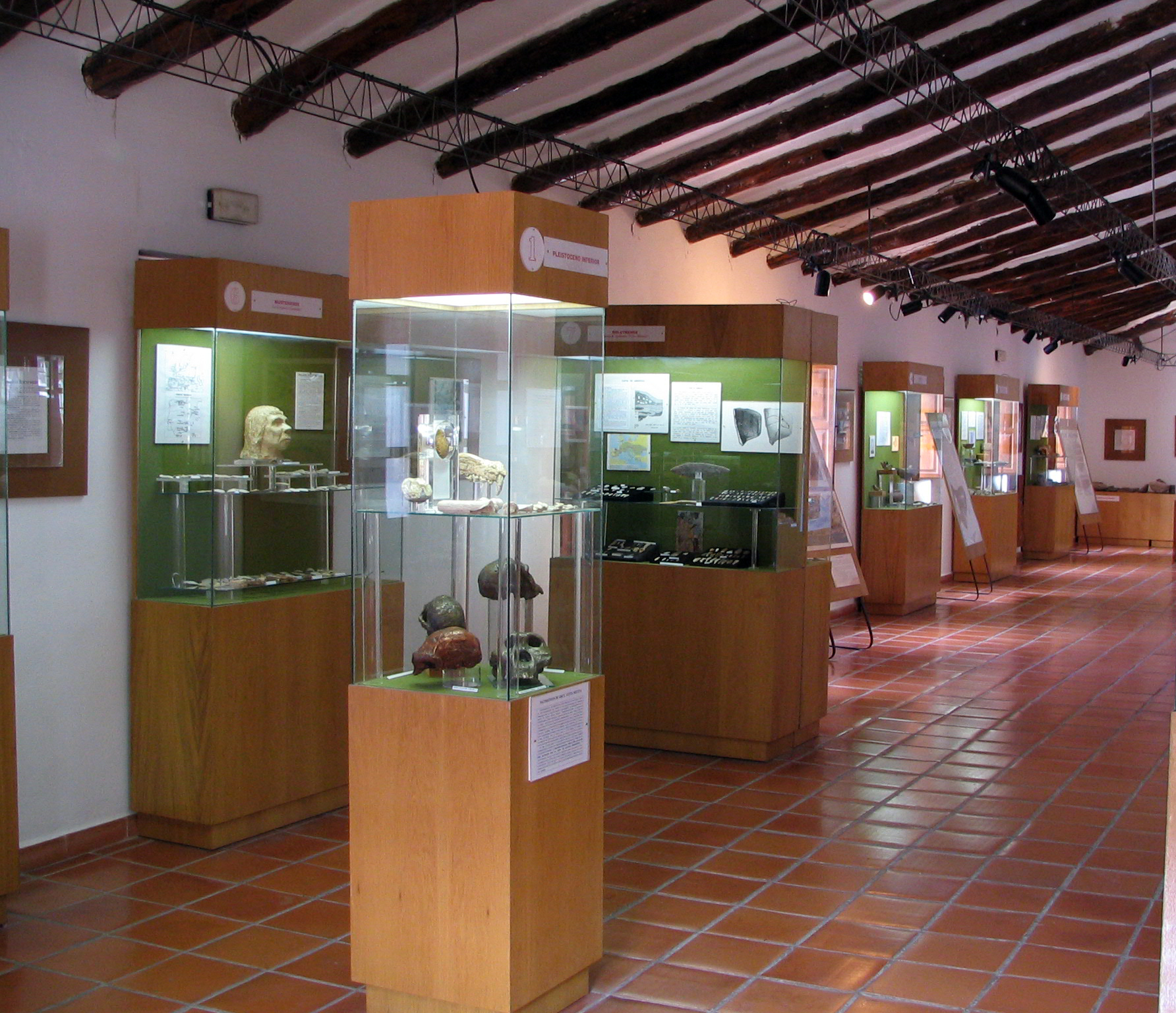
Sala de prehistoria

## Fuente
- Boletín Oficial de la Junta de Andalucía: ORDEN de 12 de junio de 1997, por la que se acuerda la inscripción del Museo Comarcal Velezano Miguel Guirao, de Vélez-Rubio (Almería), en el Registro de Museos de Andalucía.